# Trans-Himalaya Cycling Race
De Trans-Himalaya Cycling Race is een wielerwedstrijd die sinds 2023 jaarlijks wordt verreden in Tibet.
De wedstrijd verscheen aanvankelijk in het seizoen 2022 op de kalender met de categorie 2.2, maar ging niet door. De eerste editie vond vervolgens in 2023 plaats, met de Venezolaan Carlos Torres als eindwinnaar na drie etappes. De tweede editie bestond wederom uit drie etappes en werd gewonnen door de Nieuw-Zeelander Aaron Gate. In 2025 werd de koers uitgebreid naar vier ritten en promoveerde de koers naar categorie 2.1.

## Lijst van winnaars

### Overwinningen per land
| Overwinningen | Land                                  |
| ------------- | ------------------------------------- |
| 1             | Nieuw-Zeeland, Venezuela, Wit-Rusland |

2023 · 2024 · 2025